# Parabole Réunion
 (août 2020).
Si vous disposez d'ouvrages ou d'articles de référence ou si vous connaissez des sites web de qualité traitant du thème abordé ici, merci de compléter l'article en donnant les références utiles à sa vérifiabilité et en les liant à la section « Notes et références ».
Parabole Réunion est un bouquet satellite actif dans l'océan Indien.

## Historique
Alors que La Réunion ne compte que trois chaînes (Antenne Réunion, RFO Réunion et Tempo), le lacement du satellite Eutelsat W2 en 1998 orienté vers l’océan Indien voit deux projet de bouquets satellites  se lancer, Canal Satellite et Parabole Réunion. Si CanalSat est lancé le 19 novembre 1998, le lancement de Parabole Réunion est retardé car l’opérateur rencontre des problèmes financiers et son créateur Paul Olsen part à la recherche de soutiens.
Les liaisons satellites sont mises en place en janvier 1999 avant le lancement du bouquet le 18 février 1999, avec l’appui de financements mauriciens mais aussi de la société TPS qui permet au bouquet satellite réunionnais de reprendre ses chaînes, telle que TPS Star.
En 2006, TPS est absorbé par Canal Satellite, mais Parabole Réunion continue d’exister à La Réunion, l’Autorité de la Concurrence impose à Canal de continuer de fournir à Parabole les chaînes TPS ou des chaînes équivalentes,. Cependant, Parabole Réunion estime sortir perdant de cette situation, la société estime que les chaînes TPS ont été dépecés de leurs contenus et que les chaînes de substitution sont aussi disponibles sur CanalSat Réunion, ce qui les empêche d’avoir une exclusivité. Elle assigne alors la filiale de Vivendi, à la fin des années 2000, en justice à plusieurs reprises et elle perd tous ses procès,. 
En 2016, le bouquet satellite se diversifie et devient également un fournisseur d’accès à Internet
En 2017, la tribunal de Grande Instance de Paris confirmes les amendes de Canal+ qui doit au total 37 millions d’euros à Parabole Réunion en raison du non respect des engagements pris avec l’Autorité de la concurrence concernant l’obligation de continuer à fournir les chaînes TPS.

- Fort de 90 000 abonnés sur la zone Océan Indien dont 53 000 à la Réunion, Parabole Réunion revendique 250 000 téléspectateurs par jour et un chiffre d'affaires consolidé de 40 millions d'euros.
- Parabole Réunion reste le second groupe de télévision par satellite à la Réunion après CanalSatellite avec 40 % de part de marché.
- La société est l'un des derniers groupes français indépendants à diffuser des émissions par satellite.
- Depuis son lancement, le groupe est devenu aujourd'hui avec plus de 70 chaînes et services, l'une des entreprises les plus prospères de l'océan Indien.
- Capital social : 9 263 888,10 euros.

## Dirigeants
- Président du conseil d'administration : Thierry Lagesse
- Vice-Président : Paul Olsen
- Directeur général Réunion: Samuel Le Mercier
- Directeur général Maurice: Jimmy Hope
- Administrateur : Aventure Capital Partners Ltd. représenté par Valérie Cheong Took

## Les chaînes
| 1   | TF1                     |
| 2   | Antenne Réunion         |
| 3   | Réunion 1re             |
| 4   | France 2                |
| 5   | France 3                |
| 6   | M6                      |
| 7   | France 4                |
| 8   | France 5                |
| 9   | RTL9                    |
| 10  | C8                      |
| 11  | Ciné+ Premier           |
| 12  | Ciné+ Frisson           |
| 13  | Ciné+ Émotion           |
| 14  | Ciné+ Famiz             |
| 15  | Ciné+ Star              |
| 16  | Ciné+ Culte             |
| 17  | Ciné+ Classic           |
| 20  | Paris Première          |
| 21  | W9                      |
| 22  | Téva                    |
| 23  | Série Club              |
| 24  | Comédie+                |
| 25  | TV Breizh               |
| 26  | Arte                    |
| 27  | France Ô                |
| 28  | Mayotte 1re             |
| 29  | Kwezi TV                |
| 30  | Star Plus               |
| 31  | Star One                |
| 32  | Star Gold               |
| 40  | Piwi+                   |
| 41  | Télétoon+               |
| 42  | Disney XD               |
| 43  | Mangas                  |
| 44  | Canal J                 |
| 45  | Tiji                    |
| 46  | Guili                   |
| 50  | Disney Junior           |
| 51  | Disney Chanel           |
| 52  | MTV                     |
| 53  | MTV Hits                |
| 54  | MCM                     |
| 55  | MCM Top                 |
| 56  | RFM TV                  |
| 57  | Trace Urban             |
| 58  | Trace Tropical          |
| 59  | M6 Music                |
| 60  | NRJ Hits                |
| 61  | Cstar Hits France       |
| 62  | France 24               |
| 63  | CNN International       |
| 64  | CCTV-F                  |
| 65  | La Chaîne parlementaire |
| 66  | LCI                     |
| 67  | BFM TV                  |
| 68  | TF1 Série Filme         |
| 69  | Cstar                   |
| 70  | TMC                     |
| 71  | TFX                     |
| 72  | Voyage                  |
| 73  | Chasse et Pêche         |
| 74  | Planète+ Justice        |
| 80  | Eurosport               |
| 81  | Eurosport 2             |
| 82  | Infosport+              |
| 83  | AB Moteurs              |
| 84  | L'equipe                |
| 85  | Equidia                 |
| 87  | RMC Sport 1             |
| 88  | RMC Sport 2             |
| 89  | RMC Sport 3             |
| 90  | RMC Sport 4             |
| 91  | RMC Sport News          |
| 92  | Cnews                   |
| 93  | Franceinfo              |
| 94  | Cherie 25               |
| 95  | RMC Découvert           |
| 96  | RMC Story               |
| 97  | 6ter                    |
| 98  | Arte                    |
| 99  | NRJ 12                  |
| 100 | FREE DOM                |
| 101 | NRJ Réunion             |
| 102 | EXO FM                  |
| 103 | Réunion 1re             |
| 104 | Festival                |
| 105 | KOI                     |
| 106 | Chérie FM               |
| 107 | Kréol FM                |
| 108 | Radio Est Réunion       |
| 110 | Radio Plus              |
| 111 | Radio One               |
| 112 | Top FM                  |
| 113 | Radio Tana              |
| 114 | RTA Gasy Radio          |
| 115 | MIM Mayotte             |
| 120 | RTL                     |
| 121 | Europe 1                |
| 122 | Radio Classique         |
| 123 | RMC                     |
| 124 | RCF                     |
| 125 | Nostalgie               |

126 Skyrock
127 Fun Radio
128 RTL2
129 RFM
130 Mouv'
131 Virgin Radio
132 M RADIO
133 Radio Latina
134 France Info
135 France Inter
136 France Musique
137 France Culture
138 FIP
139 Trace FM
140 Chante France
141 ULTRA FM
142 Plus FM
143 Urban FM